# Mateusz Kieliszkowski
Mateusz Kieliszkowski, född 12 augusti 1993 i Maszewo i Polen, är en polsk strongman. Han har vunnit Polens starkaste man flera år i rad och kommit 2:a två gånger i Världens starkaste man 2018 och 2019.

## Strongmankarriär
Kieliszkowski började styrketräna under gymnasietiden. Han deltog sedan vid 17 års ålder i en strongmantävling som arrangerades av en kompis, varefter han fick ett intresse för sporten. Kieliszkowski uppnådde sin första stora framgång genom att vinna Arnold Amateur 2014, vilket kvalificerade honom för Arnold Classic. Hans tredjeplats på Arnold Classic 2015 gjorde honom till den yngste som vunnit en pallplats i tävlingens historia. År 2017 vann han flygplans-draget vid Världens starkaste man och slog världsrekord i CYR-hantelpress på 141,5 kg. Han vann också tävlingen Arnold Strongman Africa. I 2018 års upplaga av Världens starkaste man tog han andraplatsen efter Hafþór Júlíus Björnsson och upprepade bragden 2019. Han tog dock hem segern vid World's Ultimate Strongman 2019 med 5,5 fler poäng än tvåan Luke Stoltman. På grund av kvarstående besvär efter en tidigare tricepsskada avstod han från tävlan i Världens starkaste man 2020.

## Kraftprov

### Strongman
- Marklyft med remmar och dräkt - 420 kg[6]
- Stocklyft - 214 kg[7]
- Circushantel-press - 150 kg (Världsrekord)[8]
- CYR-hantelpress - 145 kg (Världsrekord)
- Frame carry - 400 kg uppför en ramp på 10,7 meter på 7 sekunder (världsrekord)
- Car Walk - 450 kg på 10 sekunder (världsrekord) [9]

## Tävlingsresultat
| År   | Tävling                                 | Placering |
| ---- | --------------------------------------- | --------- |
| 2015 | Arnold Strongman Classic                | 3:e       |
| 2015 | Polens starkaste man                    | 1:a       |
| 2016 | Arnold Strongman Classic                | 4:a       |
| 2016 | Polens starkaste man                    | 1:a       |
| 2016 | Europas starkaste man                   | 4:a       |
| 2016 | Världens starkaste man                  | 7:a       |
| 2017 | Arnold Strongman Classic                | 4:a       |
| 2017 | Arnold Strongman Africa                 | 1:a       |
| 2017 | Polens starkaste man                    | 1:a       |
| 2017 | Världens starkaste man                  | 6:a       |
| 2018 | Arnold Strongman Classic                | 4:a       |
| 2018 | Arnold Strongman South America          | 2:a       |
| 2018 | Polens starkaste man                    | 1:a       |
| 2018 | Europas starkaste man                   | 3:a       |
| 2018 | Världens starkaste man                  | 2:a       |
| 2019 | Arnold Pro Strongman USA - Santa Monica | 2:a       |
| 2019 | Europas starkaste man                   | 2:a       |
| 2019 | Arnold Strongman Europe                 | 1:a       |
| 2019 | Arnold Strongman Classic                | 3:a       |
| 2019 | Världens starkaste man                  | 2:a       |
| 2020 | Arnold Strongman Classic                | 2:a       |